# ريفاس - فاسيامدريد
ريفاس - فاسيامدريد (بالإنجليزية: Rivas-Vaciamadrid)‏ هي بلدية ومدينة في منطقة الحكم الذاتي وتقع في منطقة مدريد في وسط إسبانيا. تبلغ مساحة هذه المدينة 67.16 (كم²)، ويبلغ عدد سكانها 72896 نسمة حسب إحصاء سنة 2011 م.

## وصلات خارجية
- www.rivasciudad.es